# Zavod za prestajanje kazni zapora Dob pri Mirni
Zavod za prestajanje kazni zapora Dob pri Mirni je največji zavod za prestajanje kazni zapora v Sloveniji. V njem so zaprti moški obsojenci, ki prestajajo kazen daljšo od enega leta in pol do 20 oziroma 30 let zaporne kazni. ZPKZ Dob ima odprti, polodprti in zaprti oddelek, ki se med seboj ločijo po stopnji zaprtosti in omejevanja svobode gibanja. Zaprti oddelek ima kapaciteto 233, polodprti 63, odprti pa 17 obsojencev.
Zavod se nahaja v Slovenski vasi na Dolenjskem. Polodprti oddelek Slovenska vas se nahaja v neposredni bližini matičnega zavoda, odprti oddelek Puščava pa je od njega oddaljen okoli 3 km. Direktor zavoda Dob je Zoran Remic.
Na kraju, kjer so po vojni zgradili zapor, je dolga stoletja stal dvorec Dob.